# Вилюв
Вилюв (пол. Wylów) — село в Польщі, у гміні Пшецлав Мелецького повіту Підкарпатського воєводства.
Населення — 258 осіб (2011).
У 1975-1998 роках село належало до Ряшівського воєводства.

## Демографія
Демографічна структура станом на 31 березня 2011 року:
|          | Загалом | Допрацездатний вік | Працездатний вік | Постпрацездатний вік |
| -------- | ------- | ------------------ | ---------------- | -------------------- |
| Чоловіки | 140     | 30                 | 95               | 15                   |
| Жінки    | 118     | 19                 | 64               | 35                   |
| Разом    | 258     | 49                 | 159              | 50                   |